# Oswaldo Morelli
Osvaldo Domingo Morelli (Villa María, Córdoba, Argentina, 27 de febrero de 1952; Manabí, Ecuador, 13 de julio de 2021) fue un jugador de fútbol, su posición era de volante central, y entrenador argentino de fútbol.

## Trayectoria

### Como futbolista
Formado en las divisiones inferiores del Club Atlético Platense, al que se incorporó en 1969 para la sexta división junto a Juan José Scarpeccio. Vivía en la pensión de la antigua sede de Amenábar y Nuñez, con José Gatti, Jorge Doval y Luis Watfi.
Al año siguiente debutó en la Primera División, al ser promovido con varios juveniles debido a una huelga de los jugadores profesionales. Su primer partido lo jugó el 28 de octubre de 1970, en la derrota 6-1 ante Racing Club por la 10.ª fecha del campeonato Nacional. Su primer gol lo anotó el 15 de noviembre de 1970, en la derrota 4-1 con Banfield.
El Toro fue un volante central de mucho temperamento y buena recuperación del balón. En sus once temporadas en el club disputó 255 partidos (es el décimo jugador con mayor cantidad de presencias) y convirtió 10 goles. En 1976 logró el ascenso a la Primera División, al coronarse Platense campeón del hexagonal final de la Primera B Metropolitana, el 13 de julio, al vencer 1-0 a Villa Dálmine.
En 1981 se incorporó a Lanús, donde también logró el ascenso de la Primera C a la Primera B Metropolitana.
Una persistente lesión en la rodilla, la cual no quiso operarse marcó su prematuro retiro como futbolista a los 33 años. "Tuve problemas en la rodilla y decidí dejar, porque antes te operabas y quedabas rengo y yo no quería eso", confesó en una nota.

### Como entrenador
Junto al exarquero Enrique Topini comenzó a trabajar en las categorías formativas en Platense, en donde entrenó a jugadores de la talla de David Trezeguet y Eduardo Coudet. Luego de realizar el curso y recibirse de director técnico en 1993 fue asistente de Roberto Perfumo en Gimnasia y Esgrima La Plata, y en 1996 de Salvador Daniele en Aldosivi de Mar del Plata, Atlanta y Douglas Haig.
En 1998 llega a Ecuador junto a Salvador Daniele para dirigir al Deportivo Cuenca y un año después en 1999 tras la salida Daniele es asignado como el primer entrenador.
En 2000 y 2001 estuvo al frente del Técnico Universitario. Después paso por los clubes: Macará, Tungurahua Fútbol Club, Atlético Audaz, Universidad Católica, Deportivo Azogues y 5 de Julio.
En el 2015 pasó a Liga de Portoviejo.
En el 2016 es contratado por el Colón Fútbol Club. pero fue cesado de su cargo por los malos resultados.
El 22 de abril de 2019 fue anunciado como nuevo entrenador del Gualaceo Sporting Club tras la salida de su compatriota Jorge Alfonso.

## Fallecimiento
Falleció el 13 de julio de 2021, tras estar internado durante tres semanas por un avanzado cáncer de páncreas.

## Clubes como entrenador
| Club                  | País    | Año       |
| --------------------- | ------- | --------- |
| Deportivo Cuenca      | Ecuador | 1999      |
| Técnico Universitario | Ecuador | 2000-2001 |
| Macará                | Ecuador | ¿?        |
| Tungurahua F. C.      | Ecuador | ¿?        |
| Atlético Audaz        | Ecuador | ¿?        |
| Universidad Católica  | Ecuador | ¿?        |
| Deportivo Azogues     | Ecuador | ¿?        |
| Liga de Portoviejo    | Ecuador | 2015      |
| 5 de Julio            | Ecuador | ¿?        |
| Colón F. C.           | Ecuador | 2016      |
| Gualaceo S. C.        | Ecuador | 2019-2020 |